# Адельгейд Кофлер
Адельгейд Кофлер, уроджена Шашек (24 червня 1889, Гаугсдорф — 27 липня 1985, Інсбрук) — австрійська винахідниця, мінералог та офтальмолог. Вона була аспіранткою / доктором медичних наук у Віденському університеті.

## Біографія
Після відвідування державної школи в Амштеттені, Нижня Австрія, Адельгейд Шашек навчалася з 1903 по 1907 рік у муніципальному ліцеї для дівчат у Брно, Чехія, і з 1907 по 1911 рік у Віденському університеті. У 1911 році вона склала викладацький іспит, який дав їй право викладати математику, природничу історію та фізику молодим студенткам ліцею. У 1912 р. вона склала іспит на придатність для викладання в учительських навчальних закладах та в школах вищого рівня для дівчат. Потім вона викладала в ліцеї для дівчат у віденському районі Маріагільф.
Під керівництвом Фрідріха Йоганна Карла Бекке вона працювала над докторською дисертацією з мінералогії, а в 1913 р. отримала ступінь доктора філософії від Віденського університету. Починаючи з 1917 року вона вивчала медицину в тому ж університеті, отримавши там доктор медичних наук у 1921 році, спеціалізуючись на офтальмології.
Того ж року вона одружилася з фармакологом Людвігом Кофлером (1891–1951) у Відні.
У 1925 році Адельгейд Кофлер переїхала з родиною до Інсбрука. З початку 1930-х років вона допомагала чоловікові в його дослідженні в Інституті фармакогностики Університету Інсбрука. Використовуючи свої знання з мінералогії, вона провела дослідження поведінки змішаних кристалів під час плавлення та кристалізації. Разом із чоловіком вона розробила гарячий мікроскоп Кофлера (термомікроскоп)  та гарячу лавку Кофлера. Значна частина її досліджень була зосереджена на поліморфізмі, тут вона співпрацювала з колегою-дослідницею Марією Кунерт-Брандштеттер.

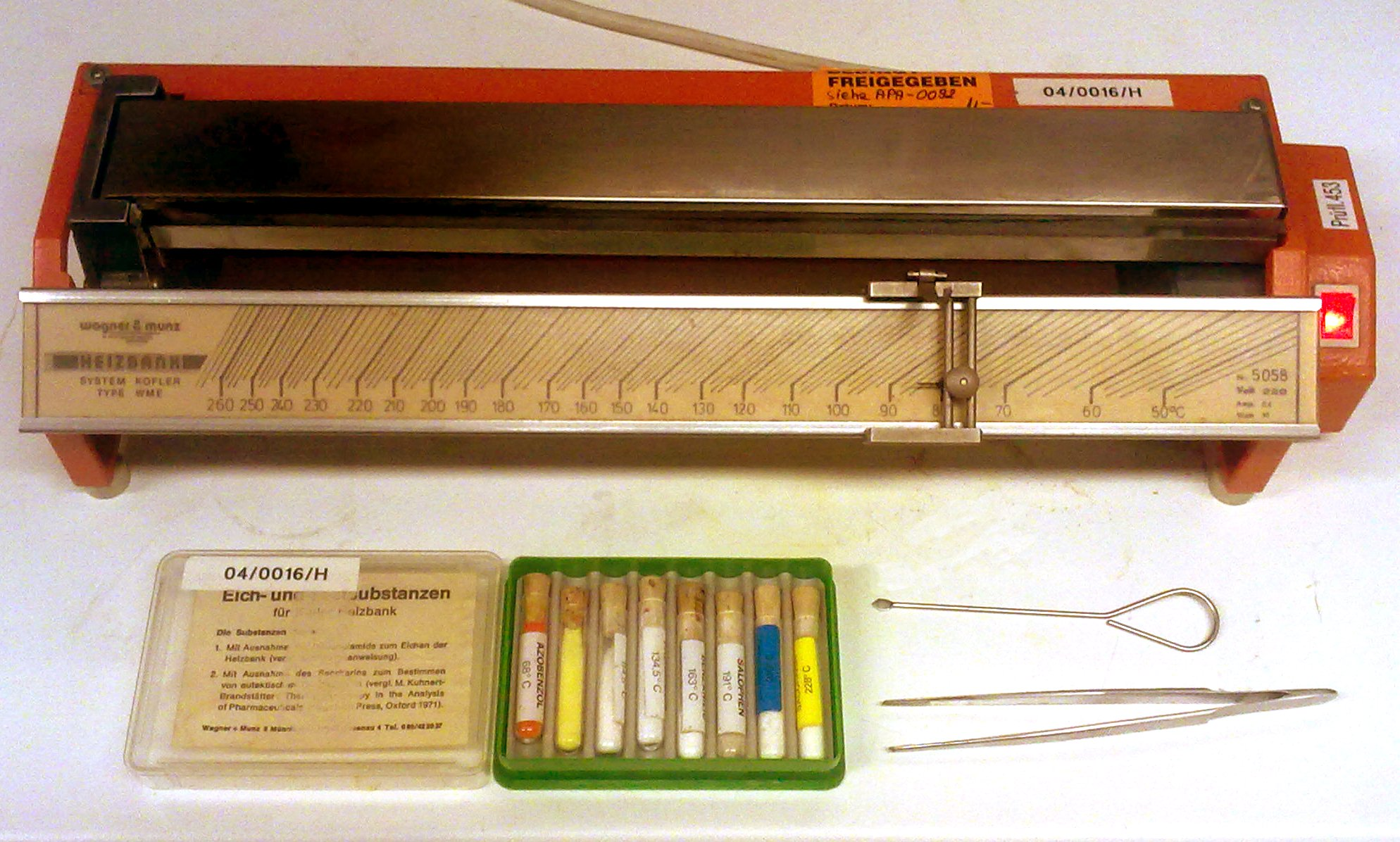
Гаряча лавка Кофлера із зразками для калібрування.

Дослідження Кофлерів, проведене спільно, поєднало академічні сили обох вчених.
Далі Людвіг повідомив метод визначення показника заломлення за допомогою нагрівання: невідоме змішували з декількома фрагментами одного з 23 різних сортів скла; відмінності зникали, коли показник заломлення скла та розплаву збігалися. Розвиваючи ці ідеї далі, Кофлери розробили мікромасштабну версію методу молекулярної маси Раста з камфорою та невідомим разом на нагрітій лавці. Тоді Адельгейд поставила дві речовини поруч на лаві і мігла спостерігати, як вони плавляться окремо, і спостерігати за їх взаємодією на межі поділу. Це призвело до досліджень кокристалів та евтектики. Мікрофотографії ілюструють ці чудові статті.
У Кофлерів були дочка Еріка (1922–2012) та двоє синів Гельмут та Вальтер (1928 р.н.), які проводили дослідження разом із батьком наприкінці 1940-х — на початку 1950-х. Її чоловік покінчив життя самогубством у 1951 р.

## Нагороди та відзнаки
- 1954 — Премія Фріца Прегла
- 1980 — Австрійський почесний знак "За науку і мистецтво" Першого ступеня

## Вибрані публікації
- Kofler, Adelheid (1936). Mikroskopische Untersuchung der Mutterkornalkaloide. I. Ergotamin und Ergotaminin. Archiv der Pharmazie. 274 (7): 398—414. doi:10.1002/ardp.19362740704. (Microscopic investigations of the ergot alkaloids I. Ergotamine and Ergotamine)
- Kofler, Ludwig; Kofler, Adelheid (1940). Der Mischschmelzpunkt unter dem Mikroskop. Angewandte Chemie. 53 (37–38): 434—435. doi:10.1002/ange.19400533708.
- —— (1942). Über die Isodimorphie von β-Naphthol und Naphthalin. Berichte der Deutschen Chemischen Gesellschaft (A and B Series). 75 (8): 998—1001. doi:10.1002/cber.19420750812.
- —— (1943). Zur Polymorphie organischer Stoffe: Acridin, Brenzcatechin, Diphenylamin und Korksäure. Berichte der Deutschen Chemischen Gesellschaft (A and B Series). 76 (9): 871—873. doi:10.1002/cber.19430760906. (Polymorphism of organic substances: acridine, catechol, diphenylamine and suberic acid)
- —— (1943). Mikro-Thermoanalyse organischer Zweistoffsysteme. Die Naturwissenschaften. 31 (47–48): 553—557. Bibcode:1943NW.....31..553K. doi:10.1007/BF01469010.
- —— (1950). Hydrate unter dem Heizmikroskop. Chemische Berichte. 83 (6): 594—599. doi:10.1002/cber.19500830616.
- —— (1951). Zur Kenntnis der Hexachlor-cyclohexane und ihrer Gemische, I. Mitteil.: Polymorphie. Chemische Berichte. 84 (4): 376—381. doi:10.1002/cber.19510840406.
- Kofler, L.; Kofler, A. (1954). Thermo-Mikro-Methoden zur Kennzeichnung organischer Stoffe und Stoffgemische (вид. enlarged, 3rd). Verlag Chemie. (Micro-Methods for the Identification of Organic Substances and Mixtures of Substances; 1st edition, 1945; 2nd edition, 1948)
- —— (1955). Mikrothermoanalyse des Systems NaNO3-KNO3. Monatshefte für Chemie und Verwandte Teile Anderer Wissenschaften. 86 (4): 643—652. doi:10.1007/BF00902291.